# Reinhard I. von Sickingen

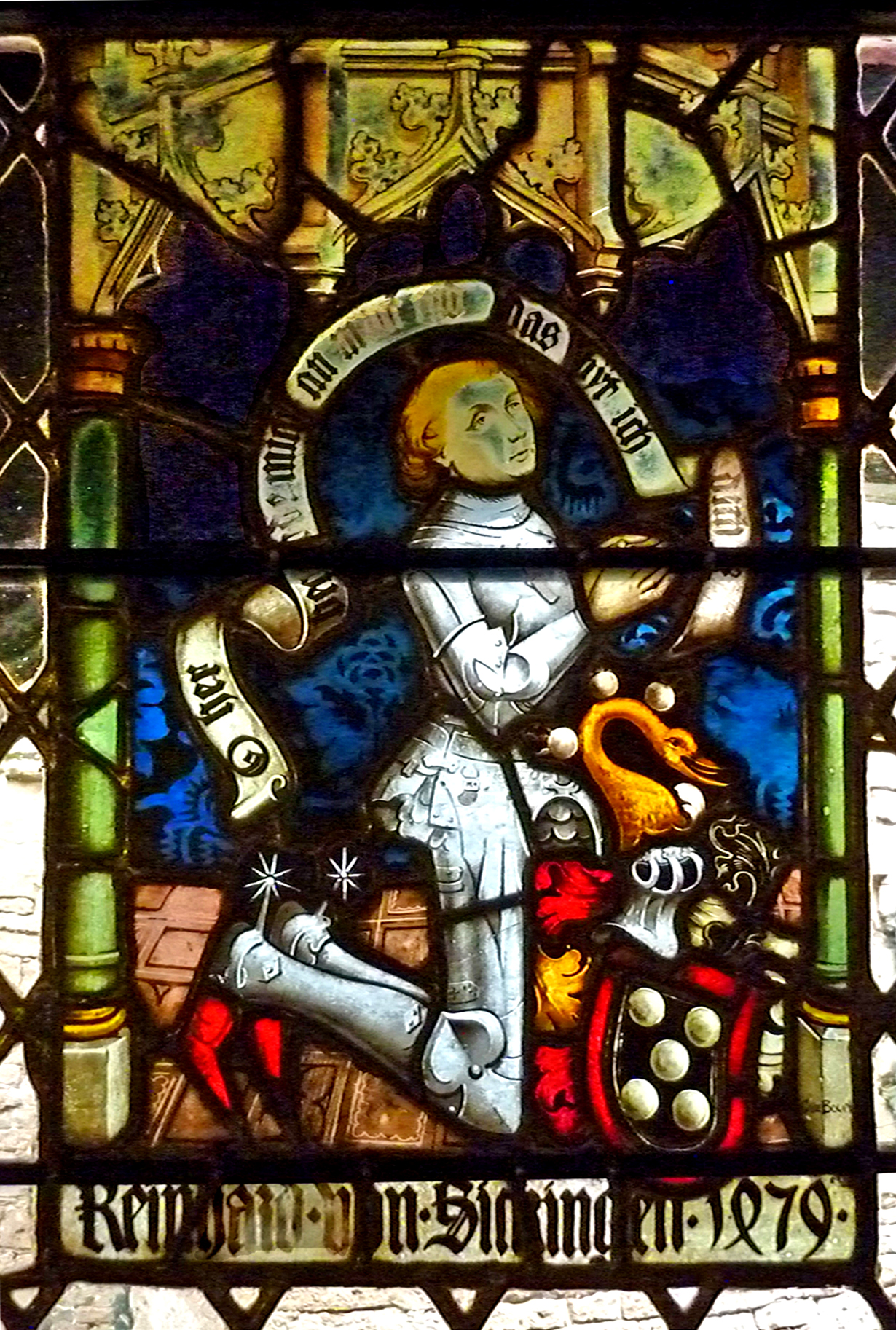
Reinhard von Sickingen

Reinhard von Sickingen (* um 1417; † 21. Juli 1482 in Ladenburg) war von 1445 bis 1482 Bischof von Worms.

## Leben
Reinhard, aus der Familie von Sickingen, war der Sohn des kurpfälzischen Rates und Amtmanns von Oppenheim Johann III. von Sickingen († 1469) und der Margarete Kämmerer von Worms († 1458). Er studierte in Heidelberg und Köln, war seit 1435 Domherr in Worms und ab 1441 Domkanoniker in Mainz. Nach dem Rücktritt des Wormser Bischofs Ludwig von Ast wurde er vom Domkapitel zum Nachfolger gewählt und empfing am 27. Juli 1445 durch den Mainzer Erzbischof Dietrich Schenk von Erbach die Bischofsweihe. Die Bestätigung durch den Papst erfolgte im März des folgenden Jahres.
Reinhard förderte die Klosterreform in seinem Bistum. Er hatte ein gutes Verhältnis zu den Pfälzer Kurfürsten, für die er in diplomatischen Missionen tätig war. Das Hochstift wurde in Fehden mehrmals verwüstet, in der Mainzer Stiftsfehde blieb Reinhard neutral, entgegen der päpstlichen Forderung zum Vorgehen gegen den Pfalzgrafen. Reinhard ließ den 1452 zerstörten Bischofspalast wieder aufbauen und begann mit dem Neubau des 1429 eingestürzten nordwestlichen Domturmes. Reinhard unterhielt ein gutes Verhältnis zur Stadt Worms, die die bischöflichen Rechte anerkannte. In einem Vertrag gestand Reinhard 1477 dem Rat und dem Stadtgericht eine teilweise Appellationsbefreiung zu.
Nach seinem Tode 1482 wurde er in der von ihm wiedererbauten Ägidienkapelle im Wormser Dom beigesetzt; dort hatte er auch ein Fenster zur Erinnerung an seine Eltern gestiftet.
1456 weihte er im Kloster Maulbronn, zusammen mit dem Speyerer Weihbischof Petrus Spitznagel, den Speyerer Bischof Siegfried III. von Venningen. 1457 berief er den Kölner Karmeliten Simon von Düren († 1470) zu seinem Weihbischof.
Er war 1471 auch der Initiator zur Gründung des Chorfrauen-Klosters Fischbach bei Kaiserslautern.
Johannes Heydekyn von Sonsbeck, Augustiner-Chorherr im Kloster Kirschgarten zu Worms, berichtet in seiner Kirschgartener Chronik, dass ihn Bischof Sickingen persönlich zum Priester geweiht habe.